# Beverly Perdue
Beverly Marlene "Bev" Perdue, nata Moore e attualmente Eaves (Grundy, 14 gennaio 1947), è una politica statunitense, governatrice della Carolina del Nord dal 2009 al 2013 e prima donna a ricoprire tale carica.
Ha sostenuto Barack Obama nella sua corsa alla presidenza degli Stati Uniti d'America ed è stata menzionata da Hillary Clinton come una possibile candidata alla presidenza in futuro.
Iniziò la sua carriera politica negli anni ottanta.
Fu nominata alla camera dei deputati del Nord Carolina, e per 5 legislature al Senato, prima di essere eletta come 32° lieutenant governor del Nord Carolina.
Nel 2008 divenne Governatore, sconfiggendo l'allora sindaco di Charlotte, Pat McCrory, con un margine di 4 punti percentuali (50-46). La sua campagna elettorale fu oggetto di indagine e fu multata per 30 000 dollari nel 2010.
Il 26 gennaio 2012, a seguito del drastico calo nei sondaggi di gradimento, annunciò che non si sarebbe ricandidata alle elezioni governatoriali del 2012.

## Origini ed istruzione
Beverly Perdue nacque nel 1947 a Grundy, Virginia, da Alfred P. e Irene Morefield Moore. Suo padre era un minatore che riuscì a diventare amministratore delegato di una utility. Beverly Perdue ottenne, nel 1969, la laurea di primo livello in storia all'Università del Kentucky, nel 1974 un master e nel 1976 il dottorato in scienze amministrativo-economiche; entrambi all'Università della Florida.

## Parlamento del Nord Carolina
Appartiene al Partito Democratico.
Come rappresentante della Contea di Craven, nel parlamento del suo stato, Beverly Perdue ha coperto un seggio da deputato, dal 1987 al 1991, e uno da senatrice, dal 1991 al 2001.

### Elezioni
Nelle elezioni del 1990 corse per il 3º distretto del senato del Nord Carolina, posto lasciato vacante dal senatore uscente Bill Barker (rappresentante della Contea di Pamlico).
Nel 1996, venne rieletta al Senato, sconfiggendo il candidato repubblicano Holt Faircloth 60%-40%, e nel 1998 vinse contro il Repububblicano George Hipps 60%-40%.

### Incarichi
Fu la prima donna a ricoprire l'incarico di Senior Budget Writer per tre mandati al Senato. Durante il suo mandato l'Assemblea Generale incrementò gli stipendi degli insegnanti; venne approvata la proposta sull'eccellenza scolastica del governatore Jim Hunt e l'iniziativa Smart School. Condusse un dibattito che creò un fondo per la gestione ed il trattamento dell'acqua: il Clean Water Management Trust Fund. e combatté per garantire maggiori diritti alle persone anziane.
Ha presieduto alla commissione di Giustizia. Fu presidente della commissione del senato sull'istruzione.

### Altri incarichi in commissioni
Ha fatto parte della commissione di giustizia ed ha presieduto il comitato del senato sull'educazione.

## Vice governatore
Nel 2000 ha sconfitto il repubblicano Betsy Cochrane per la corsa alla carica di vice governatore, diventando la prima donna del Nord Carolina a coprire questo incarico; fu rieletta nelle elezioni del 2004. In questo periodo è ricordata per aver contribuito alla votazione del programma North Carolina Education Lottery.